# نورتون، شهرستان یولو، کالیفرنیا
نورتون (به انگلیسی: Norton) یک منطقهٔ مسکونی در ایالات متحده آمریکا است که در شهرستان یولو، کالیفرنیا واقع شده‌است. نورتون ۵۴ متر بالاتر از سطح دریا واقع شده‌است.